# Jirajara (jezična porodica)
Jirajaran (Jirajarano), Malena jezična porodica iz Venezuele koja je obuhvaćala jezike Indijanaca Jirajara ili Jirara (Hirahara) u državi Falcón, u državi Lara Gayones (coyón), Ayamán ili Ayoman, Cuibas i Xaguas ili Ajaguas. 
Ova porodica, čiji su jezici izumrli, vodi se kao dio Velike porodice Macro-Chibchan. Nešto preživjelih pripadnika je hispanizirano i služi se španjolskim jezikom.

## Vabnjske poveznice
- Table 63: South American Indian Language Groups
- Sub-tronco Paezano - Grupo Jirajarano Lenguas Amerindians